# Сайкина, Александра Васильевна
Александра Васильевна Сайкина (23 февраля 1925, пос. Сокольское, Иваново-Вознесенская губерния — 25 апреля 2017, Нижний Новгород) — советская, российская художница, Народный художник Российской Федерации (2009).

## Биография
Во время войны работала воспитателем детского сада при оборонном заводе (г. Горький).
В 1949 г. с отличием окончила Пензенское художественное училище (училась у И. С. Горюшкина-Сорокопудова, М. Е. Валукина), в 1955 г. — Харьковский государственный художественный институт.
В 1955—1958 гг. преподавала в Горьковском художественном училище. С 1960 г. — член Союза художников России.
Проживала в Нижнем Новгороде.
Скончалась 25 апреля 2017 года в Нижнем Новгороде.

## Творчество
Большинство работ — в области жанровой живописи.
С 1955 года постоянно участвовала в областных выставках. Картины экспонировались на зональных («Большая Волга», 1964, 1967, 1970, 1974, 1980, 1985, 1991, 1998, 2003), республиканских (Москва, 1957, 1960, 1977, 1980, 1985; Тула, 1977) и всесоюзных (Москва, 1957) художественных выставках. Персональные выставки состоялись в Нижнем Новгороде (1978, 1999).
Картины находятся в Нижегородском и Чувашском художественных музеях, в частных собраниях в России, а также во многих городах Европы.

## Награды и признание
- Заслуженный художник РСФСР (1980).
- Почётная грамота Министерства культуры России (1967)
- Народный художник Российской Федерации (2009).